# Rossön
Rossön est une localité de Suède située dans la commune de Strömsund du comté de Jämtland. Elle couvre une superficie de 1,54 km2. En 2010, elle compte 352 habitants.